# 薛弁
薛 弁（薛辯、せつ べん、379年 - 422年）は、後秦から北魏にかけての人物。字は允白。本貫は河東郡汾陰県。

## 経歴
後秦の鎮東将軍の薛強の子として生まれた。代々河東の薛氏を統帥して三薛と称される家柄の出身で、父が死去するとその後を嗣いだ。後秦の尚書郎・建威将軍・河北郡太守に任じられた。後秦が東晋の劉裕の北伐で滅ぼされると、薛弁は劉裕に降って、東晋の寧朔将軍・平陽郡太守に任じられた。劉裕が長安を失陥すると、薛弁は北魏に帰順して、黄河流域の平定に功績を立てて、明元帝により平西将軍・雍州刺史に任じられ、汾陰侯の爵位を受けた。
泰常7年（422年）、在官のまま死去した。享年は44。
子に薛謹があった。

## 伝記資料
- 『魏書』巻42 列伝第30
- 『北史』巻36 列伝第24